# Ferdinand Sarrien
Jean Marie Ferdinand Sarrien (Bourbon-Lancy, 1840. október 15. – Párizs, 1915. november 28.) francia jogász, politikus, a Harmadik Francia Köztársaság 39. miniszterelnöke.

## Pályafutása
Párizsban szerzett jogi diplomát 1863-ban, majd Lyonban nyitott ügyvédi irodát. Kapitányi rangban harcolt 1870-ben a porosz–francia háborúban. December 18-án, a második dijoni csatában Nuits-Saint-Georges mellett megsebesült. A Francia Köztársaság Becsületrendjének lovagkeresztjével tüntették ki.
A háború befejezése után létrejött Harmadik Francia Köztársaság demokratikus változásokat hozott. Apja 1871 elején Bourbon-Lancy polgármestere lett, de mivel augusztusban meghalt, ő lépett a helyére. Néhány héttel később Bourbon-Lancy kanton tanácsosává választották. 1876-ban Saône-et-Loire nemzetgyűlési képviselőjévé választották és 1877-ben elsőként írta alá a Manifeste des 363 nyilatkozatot, amelyben Patrice de Mac-Mahon elnök politikája ellen tiltakoztak a republikánus képviselők, és elítélték a királypárti Albert de Broglie miniszterelnökké történt kinevezését.
1885-ben postaügyi és távközlési miniszter Henri Brisson kormányában, Charles de Freycinet harmadik kormányában pedig belügyminiszter.  
1886. július 13-án írta alá azt a rendeletet, amely kiutasította Franciaországból az egykori uralkodó család, az Orléansi-ház tagjait. Elrendelte továbbá  Alfred Dreyfus perének felülvizsgálatát.
1906. március 10-én Armand Fallières köztársasági elnök kormányalakításra kérte fel. Miniszterelnöksége idején az igazságügyi tárcát is megtartotta. 1906 júniusában Dreyfust felmentették, visszatérhetett a hadseregbe parancsnoki rangban. Sarrien kormánya vezette be a kötelező vasárnapi pihenőnapot és ekkor kapott egyetemi tanszéket először nő az ország történetében, aki nem volt más, mint Marie Curie. Sarrien 1906. október 19-én lemondott egészségi problémái miatt.

## Kapcsolódó szócikk
- Franciaország miniszterelnökeinek listája